# Lengyel Főkormányzóság
A Lengyel Főkormányzóság (németül: Generalgouvernement für die besetzten polnischen Gebiete) a második világháború alatt, a Náci Németország által megszállt Lengyelország egyes részein működött. A területet 1939-ben hozták létre, miután a náci Németország megtámadta és legyőzte Lengyelországot. A főkormányzóságot a németek úgy alakították meg, hogy a megszállt terület feletti adminisztratív és katonai irányítást megszerezzék.

## A Lengyel Főkormányzóság létrejötte
A Lengyelország felosztása a német és a szovjet hatalom között történt a Molotov–Ribbentrop-paktum értelmében, 1939 szeptemberében. Lengyelország nyugati részeit a németek elfoglalták, míg a keleti részeket a szovjetek. A háború során, miután a szovjetek 1941-ben beléptek a háborúba, és a németek egyedül harcoltak a szovjetek ellen, a megszállt lengyel területek sorsa másképp alakult.
A főkormányzóság területe nem a legfontosabb lengyel városokat ölelte fel, hanem azoknak a területeknek egy részét, amelyeket a németek a háború előtt „kiválasztottak” megszállásra. A németek a főkormányzóságot képviselői kormányzói kormányzati szervekkel irányították.

## A főbb jellemzői és politikai struktúra

### Kormányzó
A főkormányzóság élén egy kormányzó állt, akit közvetlenül Adolf Hitler nevezett ki. Az első kormányzó Hans Frank volt, aki a németek által megszállt lengyel terület adminisztratív vezetéséért felelt. Frank volt az egyik legszélsőségesebb náci vezető, és ő irányította a főkormányzóságot a második világháború alatt.
Hans Frank irányítása alatt, a főkormányzóság a náci Németország kolonialista politikájának részeként működött, és az ott élő lengyel emberek jelentős részét elnyomták, de a területet nem tekintették „német földnek” vagy „német területnek” (ellentétben például a birodalmi területekkel). Ez lehetővé tette a nemzetiszocialisták számára, hogy a lengyel lakosságot elnyomják és erőszakkal deportálják őket, miközben a területen gazdasági és ipari hasznot próbáltak szerezni.

### A társadalmi és gazdasági élet
A lengyel lakosságot súlyosan elnyomták: a kultúra, a nyelv, az oktatás és az egyház teljes elnyomásra került. A cél az volt, hogy a lengyel nemzetet „kiirtsák” vagy minimálisra csökkentsék, és az ott élő emberek többsége számára csak alacsony státusú munkás szerepeket hagytak meg.
A zsidókat is üldözték, a főkormányzóság területén több koncentrációs tábor működött, mint például Plaszów (Krakkó mellett), és Auschwitz (Birkenau) koncentrációs tábor is a lengyel területen volt. A zsidókat gátlástalanul elhurcolták, munkatáborokba zárták, és tömegesen megölték őket a holokauszt keretében

## A terület a háború után
A második világháború végén, 1945 tavaszán, amikor a szövetségesek előretörtek, a Lengyel Főkormányzóság is megszűnt. A németek visszavonultak, és Lengyelország területeit a Szovjetunió és a kommunista lengyel kormány vette át.
A főkormányzóságban uralkodó náci politika és az ott zajló háborús bűnök később világszerte híresek lettek, és számos náci vezető, köztük Hans Frank, aki a háború után bíróság elé került, és kivégezték.